# أريغارون يوتا
أريغارون يوتا (الاسم العلمي: Erigeron utahensis) هو نوع من النباتات يتبع جنس الأريغارون من الفصيلة النجمية.